# مجموعه گوهران
مجموعه گوهران مربوط به دوره صفوی - دوره قاجار است و در شهرستان جاسک، بخش بشاگرد، دهستان گوهران، کمتر از ۱ کیلومتری شمال غربی روستای گوهران واقع شده و این اثر در تاریخ ۲۳ بهمن ۱۳۸۵ با شمارهٔ ثبت ۱۷۳۶۶ به‌عنوان یکی از آثار ملی ایران به ثبت رسیده است.